# Tuskegee Airmen
O Tuskegee Airmen é o nome popular de um grupo de pilotos militares de caça afro-americanos que lutaram durante a Segunda Guerra Mundial. Eles fizeram parte do 332.º Grupo de Caça e do 447.º Grupo de Bombardeiros da Força Aérea dos Estados Unidos. Também faziam uso do nome todos os navegadores, bombardeiros, mecânicos, instrutores, chefes de tripulações, enfermeiros, cozinheiros e todo o restante do pessoal de suporte. Quando o nome se refere exclusivamente aos pilotos, do grupo, é comum a utilização do termo Pilotos Tuskegee
Todos os pilotos militares afro-americanos que lutaram pelos Estados Unidos treinaram em Moton Field, e foram preparados em toda a parte teórica na Universidade Tuskegee, localizada nas imediações da cidade de Tuskegee. O grupo incluía cinco pilotos haitianos, provenientes das Forças Armadas do Haiti, um piloto de Trinidad e Tobago. e um da República Dominicana.

## Origens

### Pano de fundo

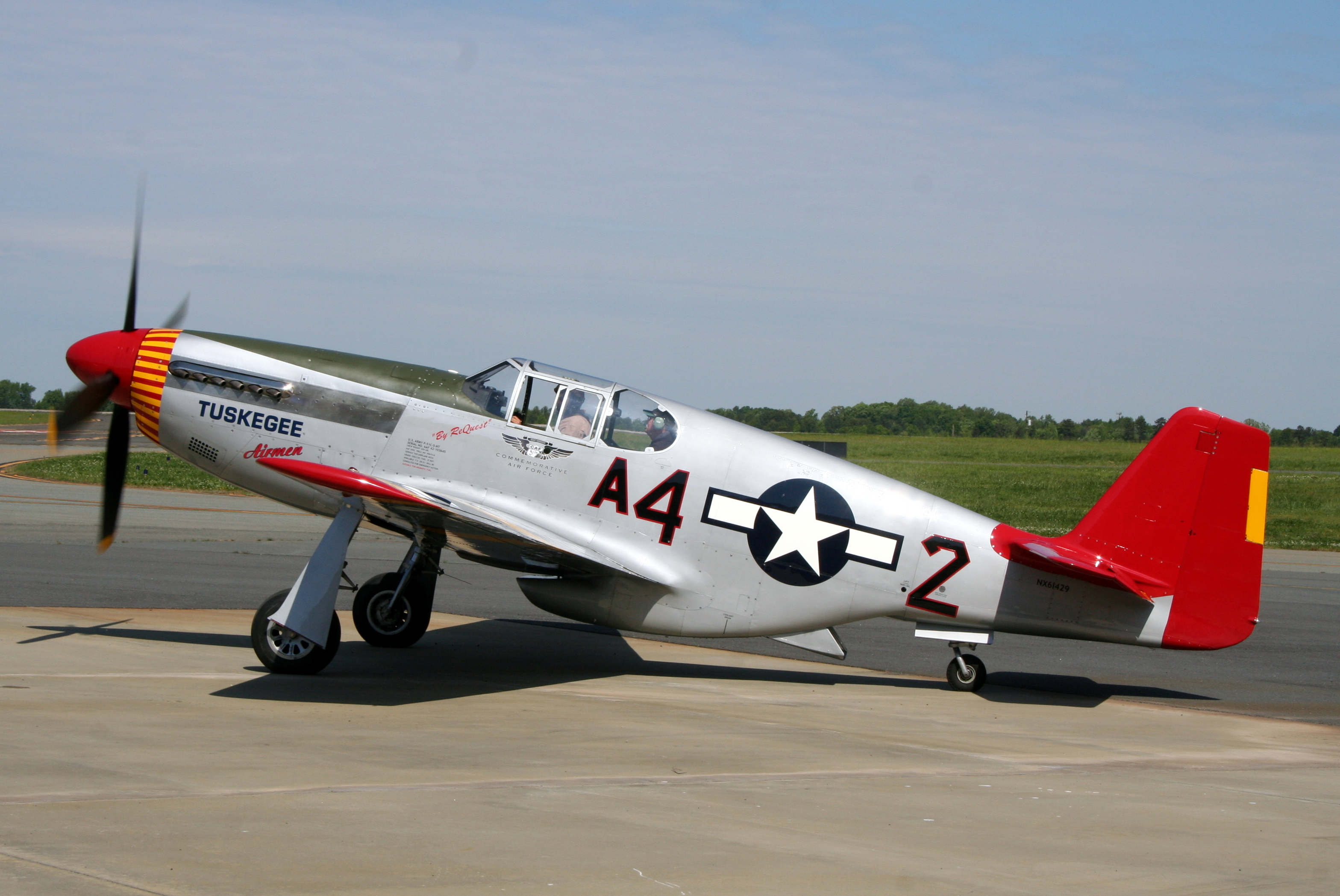
Um P-51C Mustang utilizado em evento comemorativo, com as cores e insígnias do tenente-coronel Lee Archer

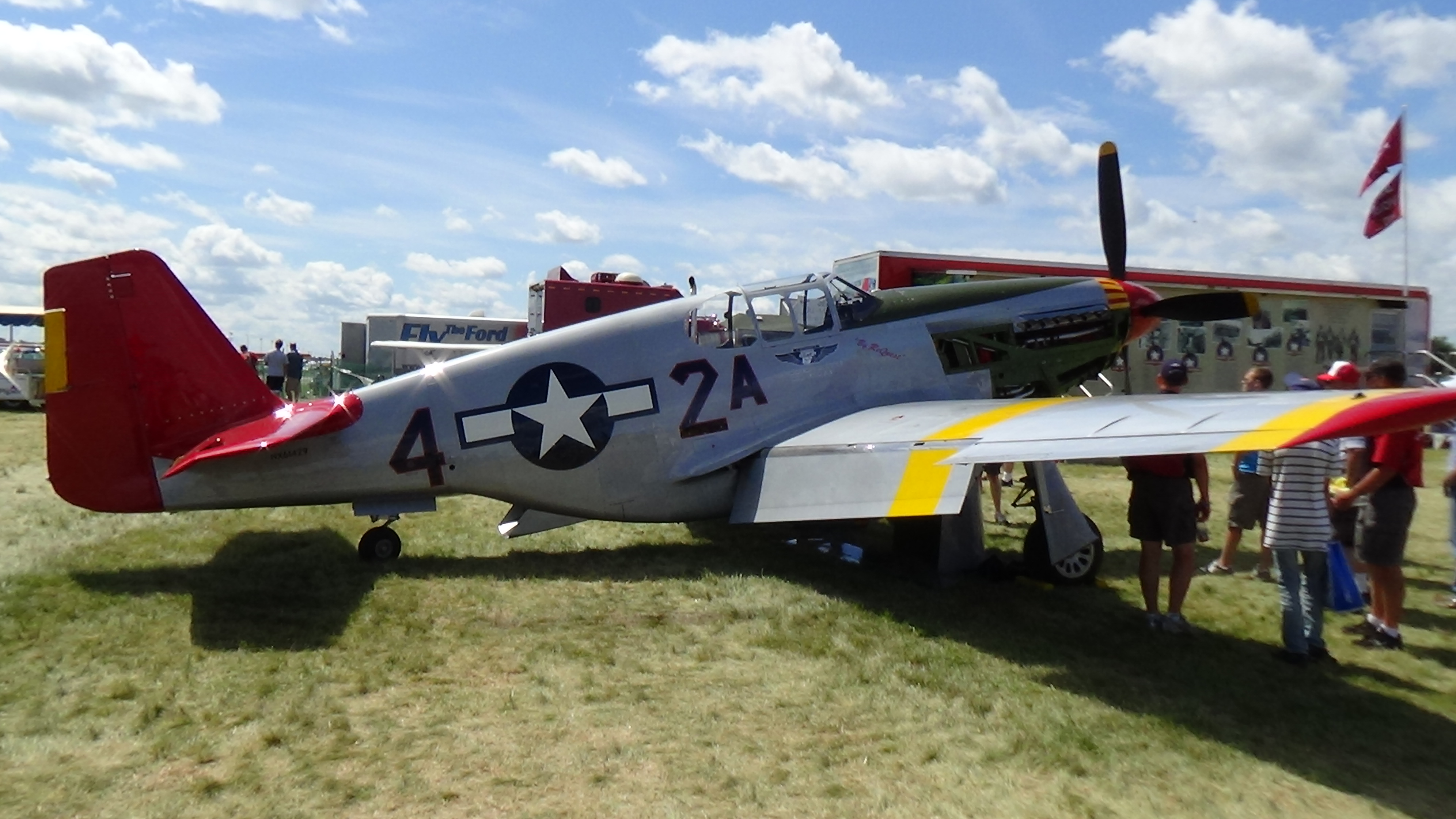
P-51 Mustang utilizado pelos Tuskegee Airmen. Este P-51C é parte do Projeto Rad Tail

Em 1917, homens afro-americanos haviam tentado se tornar observadores aéreos, mas foram rejeitados. O afro-americano Eugene Bullard serviu no serviço aéreo da França durante a Primeira Guerra Mundial, pois não havia sido aceito para servir em uma unidade dos Estados Unidos. Devido a isto, Bullard retornou às atividades de infantaria com os franceses. No filme Flyboys, de 2006, um personagem inspirado em Bullard é vivido pelo ator Abdul Salis; no filme, o personagem se chama Eugene Skinner.

## Na cultura popular
No filme Hart's War um integrante do Tuskegee Airmen é tema de história que se passa em um campo de prisioneiros. No filme Uma Noite no Museu 2, pilotos Tuskegee se encontram com Larry (Ben Stiller) e Amelia Earhart.
A história dessa esquadrilha também é retratada no Filme Red Tails onde pilotos negros lutam na 2ª Guerra Mundial. O Tuskegee Airmen também é mostrado no filme The Tuskegee Airmen (lançado no Brasil com o título "Prova de Fogo"), de 1995, estrelado por Laurence Fishburne.
A rejeição por causas raciais motivou ações na justiça, por parte de afro-americanos que desejavam se alistar e treinar como aviadores militares; tais causas se arrastaram por anos. Os esforços no sentido de invalidar leis que impediam a participação de negros no serviço militar foram liderados por importantes nomes que trabalhavam em prol dos direitos civis, como Walter White, da Associação Nacional para o Progresso de Pessoas de Cor, como consequência dos esforços dos líderes A. Philip Randolph, e do juiz William H. Hastie.
Finalmente, em 3 de abril de 1939, uma lei foi aprovada pelo congresso, contendo uma emenda do senador Harry H. Schwartz, designando que fundos fossem liberados para o treinamento de pilotos afro-americanos. O Departamento de Guerra dos Estados Unidos se responsabilizou pela criação de uma escola de aviação civil voltada para o treinamento de negros.
A tradição e a política do Departamento de Guerra determinavam a segregação de afro-americanos, mantendo-os em unidades separadas dos oficiais brancos. Em 1941, o Departamento de Guerra e a Força Aérea, sob pressão, criaram a primeira unidade aérea constituída unicamente por oficiais negros, o 99º Esquadrão de Caça.
Devido à natureza restritiva da política de seleção, a situação não se mostrava promissora para os afro-americanos desde 1941. Foi divulgado que apenas 124 pilotos afro-americanos no país, no ano anterior, haviam se interessado em se tornar pilotos de caça. As políticas de exclusão falharam drasticamente quando o Corpo Aéreo recebeu vários pedidos de homens qualificados, mas sob restrições, devido à política racial.

### Teste
As Forças Armadas dos Estados Unidos tinham estabelecido uma lista de pesquisas sobre perfis psicológicos, que incluía o estabelecimento de normas para a identificação, seleção, educação e treinamento de pilotos, oficiais de navegação e bombardeiros. A Força Aérea determinou então que os mesmos testes poderiam ser utilizados em todas as unidades, o que incluía aquelas formadas exclusivamente por negros. Assim, foi estabelecido que os pilotos afro-americanos passariam pelos mesmos testes que os demais aviadores militares.

### O voo da primeira-dama
O programa dos Tuskegee recebeu um incentivo público quando a primeira-dama Eleanor Roosevelt realizou uma visita aos pilotos afro-americanos e voou com o instrutor C. Alfred "Chief" Anderson. Anderson, que voava desde 1929, e era responsável pelo treinamento de milhares de pilotos recrutas, esteve no ar por meia-hora com a primeira-dama, a bordo de um avião Piper J-3 Cub Este voo foi considerado um marco inicial no que se refere aos pilotos Tuskegee. Ela se valeu de sua posição para angariar fundos junto a uma fundação filantropia, de modo que conseguiu levantar $ 175 000 para ajudar a financiar a criação de um local para treinamento dos pilotos Tuskegee.

## Formação
Em 11 de setembro de 1941, o 99º Esquadrão de Caça foi ativado em Chanute Field, em Rantoul, Illinois. Yancey Williams, um afro-americano que foi qualificado como piloto militar, sendo admitido para um período de treinamento em Washington, DC.
Um grupo de 271 homens alistados treinaram, inicialmente, em tarefas de suporte em julho de 1941; as tarefas realizadas incluíam a parte técnica, apesar de muitos analistas considerarem que negros nunca estariam capacitados para tal atividade. Este pequeno número de homens negros alistados viria a ser, posteriormente, o núcleo de outros esquadrões formados apenas por negros.
Oficialmente, o programa Tuskegee teve início em junho de 1941, com o 99.º Esquadrão de Caça, baseado na Universidade Tuskegee. A esta altura, a unidade consistia de 47 oficiais e 429 homens alistados. Após um treinamento primário em Motion Field, eles se moveram às vizinhanças do Campo Aéreo Tuskegee, passando a atuar em diferentes atividades operacionais. Consequentemente, o Campo Aéreo Tuskegee se tornou a única instalação da Força Aérea a realizar três fases de treinamento para pilotos (básico, avançado e transitório) em um mesmo local.
Contudo, pela metade de 1942, apenas dois esquadrões foram treinados ali.

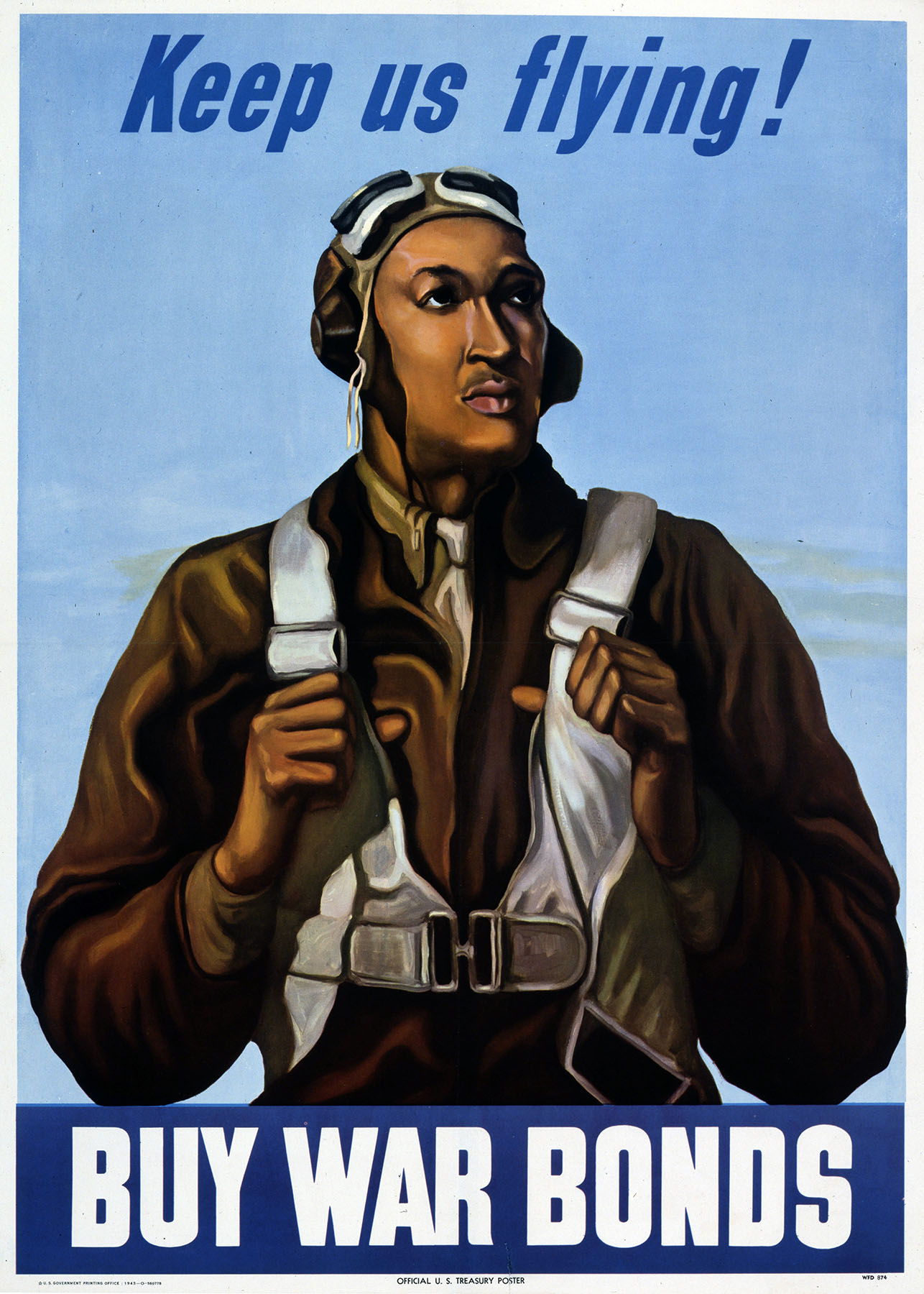
War Bonds Pôster mostrando um piloto Tuskegee

O Campo Aéreo Tuskegee era similar aos já existentes para treinamentos de pilotos brancos, como o Campo Maxwell, não muito distante. Esta instalação havia sido erguida em apenas seis meses, empregando cerca de 2 000 trabalhadores em sua construção. O campo estava sob o comando do Capitão Benjamin O. DaviesJr., um dos dois únicos oficiais negros então em serviço. Durante o período de treinamento, o Campo Aéreo Tuskegee foi comandado inicialmente pelo major James Ellison. Ellison conseguiu grandes progressos organizando a construção das instalações necessárias ao Programa Tuskegee. Contudo, ele foi transferido, em 12 de janeiro de 1942, provavelmente devido à sua insistência de que sentinelas afro-americanos deveriam ter a mesma autoridade que a Polícia Militar sobre civis caucasianos.
Seu sucessor, Coronel Frederick von Kimble, então inspecionou as operações no campo aéreo Tuskegee. Contrário aos novos regulamentos das forças armadas, Kimble manteve a segregação na base, em defesa dos costumes locais no estado do Alabama, uma política que despertou ressentimentos nos pilotos do esquadrão Tuskegee. Posteriormente, no mesmo ano, Kimble foi substituído pelo major Noel F. Parrish Foi ele quem, finalmente, solicitou a Washington que os pilotos Tuskegee fossem, o quanto antes, enviados para o combate.

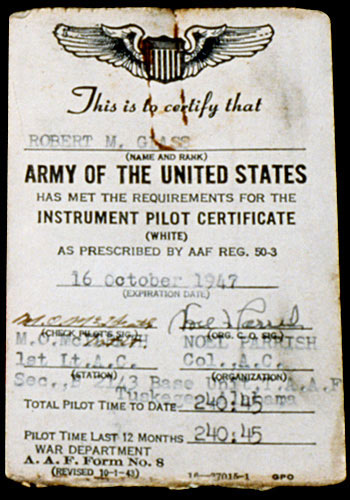
Certificado de Tuskegee Airman para Robert M. Glass

A segregação racial nas forças armadas dos Estados Unidos continuava a imperar, contudo, de modo que até mesmo os cirurgiões voltados ao trabalho com os pilotos Tuskegee eram impedidos de realizar trabalho com pilotos brancos Antes do desenvolvimento desta unidade, nenhum cirurgião negro havia trabalhado nas Forças Armadas dos Estados Unidos.
O treinamento de afro-americanos como médicos da aviação foi conduzido por meio de cursos por correspondência até 1943, quando dois médicos negros foram admitidos para a Escola de Medicina de Aviação, em Randolph Fields, Texas. Este foi um dos primeiros cursos integrados nas forças armadas estadunidenses. Dezessete cirurgiões de voo serviram com os aviadores Tuskegee, de 1941 até 1949. Nesta época, o tempo normal de atividade de um cirurgião, nas forças armadas, girava em torno de quatro anos. Seis destes médicos viveram sob as condições do campo de aviação, juntamente com os pilotos, por ocasião de suas operações no norte da África, Sicília e Itália. O cirurgião-chefe designado para o Esquadrão Tuskegee foi Vance H. Marchbanks, um médico que havia sido amigo de infância do general Benjamin Davis, o comandante do grupo Tuskegee.
O acúmulo de cadetes reprovados entre os Tuskegee e a propensão de outros comandos para evitar os afro-americanos aumentou as dificuldades administrativas dos pilotos Tuskegee. Uma diminuição das tarefas para eles fez com que muitos pilotos do grupo fossem lançados em atividades nada relacionadas à aviação, como administração de alojamentos e até departamentos culinários.
Oficiais treinados também eram mantidos sem ocupação, sem exercer qualquer cargo de comando. A este respeito, o General Henry Arnold afirmou: “Pilotos negros não podem ser utilizados em nossos grupos aéreos, pois isto resultaria em oficiais negros comandando homens brancos alistados, criando uma situação social impossível”.

## Incumbência em combate

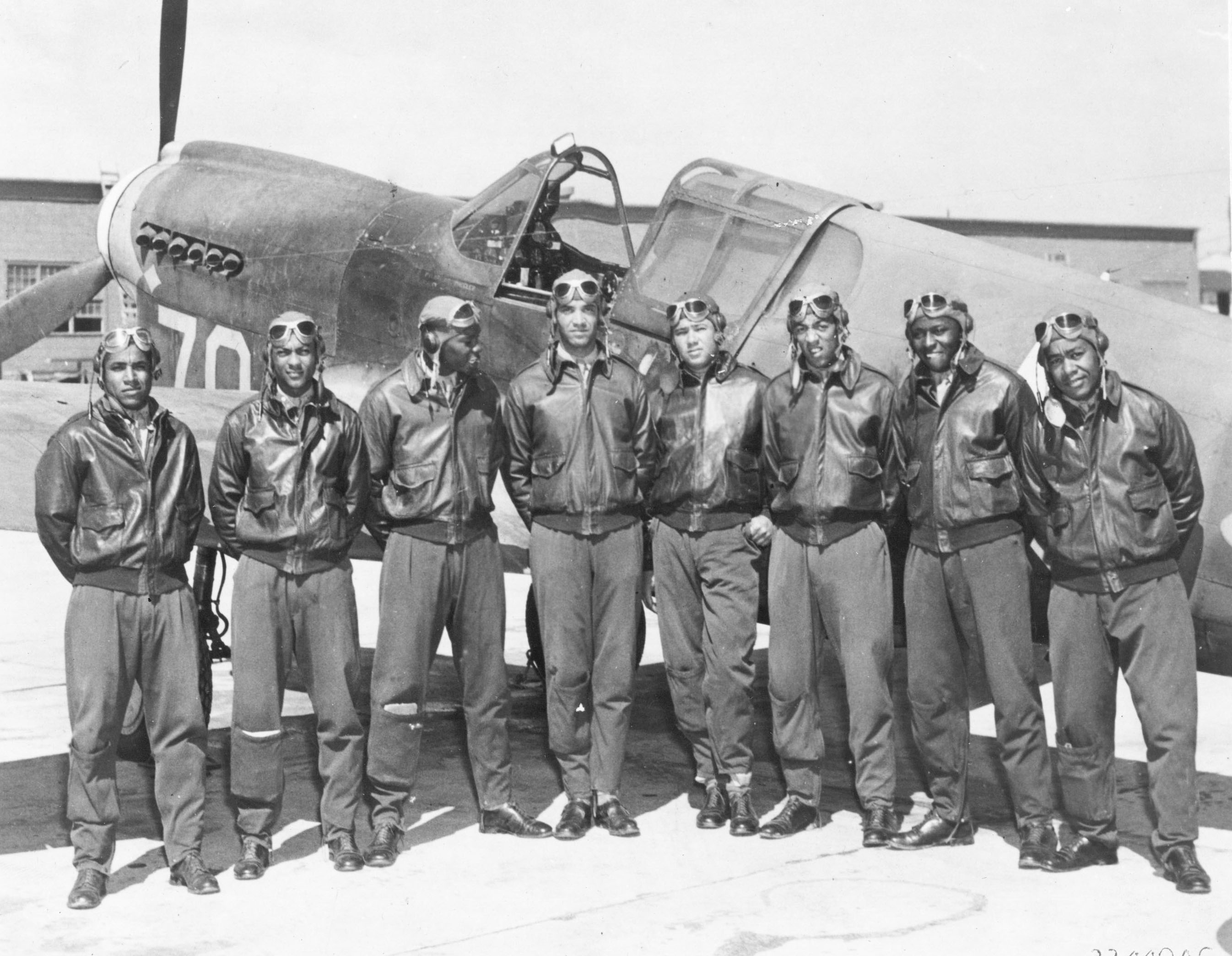
Oito Tuskegee Airmen em frente a um avião P-40

O 99º foi, finalmente, considerado pronto para atividades de combate em abril de 1943. Desta forma, em  de abril daquele ano, embarcaram para o Norte da África, onde se juntaram ao 33.º Grupo de Caça, sob o comando do Coronel William W. Momyer. Sob a orientação de pilotos com experiência em combate, o 99.º primeiramente esteve em missão de combate para atacar a pequena ilha vulcânica de Pentelleria, no Mar Mediterrâneo, visando limpar a área para a Invasão Aliada da Sicília, em julho de 1943. O assalto aéreo sobre a ilha teve início em 30 de maio daquele ano. Desta forma, o 99.º participou de sua primeira missão de combate em 2 de junho.
O 99.º se mudou então para a Sicília e recebeu uma menção honrosa por sua performance em combate.

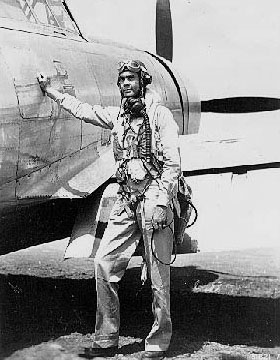
Coronel Benjamin Davis, comandante do 332.º Grupo de Caça Tuskegee, diante de seu P-47 Thunderbolt, na Sicília

Em fins de fevereiro de 1944, os pilotos Tuskegee já haviam servido em três esquadrões: O 100.º Esquadrão de Caça, o 301.º Esquadrão de Caça e o 302.º Esquadrão de Caça.
Sob o comando do Coronel Davis, os esquadrões foram movidos para a Itália continental, onde o 99.º Esquadrão de Caça foi designado para se juntar a outro grupamento de caças, em 1 de maio de 1944, e ficou baseado, a partir de 6 de junho, no Campo Aéreo de Ramitelli, nove quilômetros a sudeste da pequena cidade de Campomarino, na costa do Mar Adriático. A partir de Ramitelli, o 332.º Grupo de Caça escoltou aviões de bombardeio estratégico da Décima Quinta Força Aérea dos Estados Unidos em missões sobre a Tchecoslováquia, Áustria, Hungria, Polônia e Alemanha.

## Caças de escolta
Os pilotos Tuskegee, particularmente os homens do 332.º, enfrentaram alguns episódios de racismo, mesmo por parte daqueles pilotos que eles próprios protegiam. Contudo, com o tempo e graças à sua atuação, gradativamente ganharam o respeito de outros pilotos. Os aliados passaram a chamá-los de "Red Tails" (Caudas Vermelhas) ou "Red-Tail Angels” (Anjos de Cauda Vermelha), devido à cor predominantemente vermelha sobre a seção da cauda de suas aeronaves. Após a guerra, vários pilotos Tuskegee, nos Estados Unidos, foram designados para o 99º Esquadrão de Caças, como parte do 447º Grupo de Bombardeiros.

### Unidades aéreas
As únicas unidades aéreas que estiveram em combate durante a guerra foram o 99.º Esquadrão de Caça e o 332.º Grupo de Caça. Particularmente os pilotos sob o comando do Tenente-Coronel Davis tiveram grandes sucessos em suas missões. Ao longo de sua atuação na Europa, o 99º Esquadrão de Caça seria agraciado com medalhas e honrarias, devido à sua participação em combates diversos, inclusive atuando contra jatos alemães Messerschmitt Me 262, em 24 de março de 1945. A missão foi a mais longa realizada por caças de escolta da Décima Quinta Força Aérea em toda a guerra. O 332.º Grupo de Caça participou de missões na Sicília, Anzio, Normandia, no Vale do Reno, no Vale do Pó e no trajeto Roma-Arno, entre outros locais. Pilotos do 99º chegaram a estabelecer um recorde, ao destruir cinco aeronaves inimigas em apenas quatro minutos. Os Tuskegee Airmen se distinguiram também por conseguir a façanha de abater três jatos Me 262 em um único dia. Em 24 de março de 1945, 43 P-51 Mustangs liderados pelo Cel. Benjamin O. Davis escoltaram bombardeiros B-17 sobre 1600 quilômetros, para dentro do território alemão, e retornaram. Na ocasião, antes mesmo do ataque, um caça não conseguiu realizar sua missão, pois devido a um defeito técnico, realizou um pouso forçado no território neutro da Suíça. Nesta missão, o alvo principal era um complexo industrial da Daimler-Benz, que produzia tratores, em Berlim, complexo este que era defendido pela Luftwaffe, inclusive com aviões Fw 190s e Me 163 "Komet", propelidos por foguetes, os primeiros jatos operacionais produzidos em série da História. Os pilotos Charles Brantley, Earl Lane e Roscoe Brown foram abatidos por jatos, sobre Berlim, naquele dia. Por esta missão, o 332º Grupo de Caça foi agraciado com uma Citação por Distinção em Combate. Pilotos do 332º Grupo de Caças conquistariam, ao todo, 96 medalhas por distinção em combate. Tais missões aconteceram sobre a Itália e áreas ocupadas por inimigos, na Europa Central e áreas ao sul do continente europeu. Os aviões operacionais utilizados foram, em sucessão: Curtiss P-40 Warhawk, Bell P-39 Airacobra, Republic P-47 Thunderbolt e North American P-51 Mustang.

## Unidades de Bombardeiro Tuskegee Airmen

### Formação
Com pilotos de caça afro-americanos sendo treinados com sucesso, as forças armadas estadunidenses passaram a viver sob pressão da NAACP e outras organizações de direitos civis para organizar uma unidade de bombardeiros. Dificilmente haveria algum argumento contrário válido, sobretudo quando havia uma quota de apenas 100 pilotos afro-americanos em treinamento, podendo chegar a 200, dentro de um total de 60 000 cadetes na aviação dos Estados Unidos em treinamento todos os anos, havendo no país mais de 13 milhões de afro-americanos.
Em 13 de maio de 1943, o 616.º Esquadrão de Bombardeiros se estabeleceu como inicialmente subordinado ao 447.º Grupo de Bombardeiros. O esquadrão foi desativado em 1 de julho de 1943, apenas sendo reativado em 15 de agosto de 1943. Nesta época, o tempo usual de treinamento das tripulações de bombardeiros girava entre três e quatro meses.
O 447º conteria quatro esquadrões de bombardeiros. O número de candidatos, nesta época, chegava a 1200 oficiais e homens alistados, unidades que operariam 60 bombardeiros North American B-25 Mitchell. O 447.º seria, posteriormente, agraciado com a inclusão de outros esquadrões de bombardeiros: o 617.º, o 618º e o 619º.
O campo base para o 447º era Selfridge Field, localizado em Detroit; contudo, outras bases seriam utilizadas por vários tipos de cursos de treinamento. Pilotos de bimotores eventualmente começavam seu período de treinamento com os Tuskegee, enquanto a transição para aeronaves bimotores acontecia na Califórnia. Alguns especialistas em atividades no solo treinaram em locais diferentes, antes de serem enviados para a Califórnia. Artilheiros de bordo realizaram treinamento na Flórida. Navegadores, por sua vez, treinavam em uma base no Texas ou em Roswell, Novo México. Posteriormente, uma base específica para o treinamento de pilotos Tuskegee iniciou atividades em Dakota do Sul, Nebraska e Illinois.

### Dificuldades de comando
O comandante do primeiro grupo foi o Cel. Robert Sealway, que tinha também comandado, anteriormente, o 332º Grupo de Caça em atividades além-mar. Como seu oficial Major General Frank O'Driscoll Hunter, da Geórgia, Sealway era favorável ao segregacionismo racial. Hunter era resistente a respeito deste tema e chegou a afirmar que diversos problemas ocorreriam se pilotos negros e brancos fossem treinados juntos. Ele chegou a determinar que cadeiras nas quais os militares se sentariam na base aérea fossem separadas seguindo o critério de raça. Pilotos afro-americanos tiveram até mesmo de solicitar, via petição ao oficial comandante William Boyd, para que pudessem ter acesso ao único clube de oficiais na base. O Ten. Milton Henry entrou no clube, em certa ocasião, e exigiu seus direitos de usá-lo, sendo por isso submetido a uma corte marcial.
Posteriormente, o Cel. Boyd confirmou que afro-americanos não teriam o direito de usarem clubes militares, apesar de o General Hunter haver prometido instalações separadas, mas iguais, a serem construídas para aviadores negros. O 447º foi transferido para Goldman Field, no Kentucky, antes que o clube fosse construído. Para eles foi cedido um clube para oficiais afro-americanos. Os oficiais brancos, por sua vez, utilizavam instalações apenas para brancos, perto de Fort Knox, para descontentamento dos oficiais negros.
Outro fato irritante para os pilotos Tuskegee era não haver um único afro-americano entre os oficiais de alta patente. Os pilotos observaram um grande fluxo de oficiais brancos entre as posições de comando de grupos e esquadrões. Também notaram que havia certa resistência em promover oficiais negros. Meses antes, Robert Mattern, um oficial branco de 22 anos, foi promovido a capitão, transferido para o comando do 447º e, pouco depois, já atingira o posto de major. Ele foi substituído por outro oficial branco. Enquanto isso, nem um único aviador Tuskegee atingira um cargo de comando.
Fora da base, as coisas não eram melhores para os avidores Tuskegee. Muitos comércios locais simplesmente se negavam a atender afro-americanos. Uma lavanderia local se negava a lavar suas roupas, mas estavam prontas para lavar as roupas até de soldados alemães capturados.
No início de abril de 1945, os pilotos afro-americanos foram transferidos para uma base em Godman Fields. No dia 5, oficiais do 447º tentaram entrar pacificamente em um clube destinado apenas a oficiais brancos. Contudo, foram impedidos de entrar, tanto por seguranças do local quanto por soldados americanos. Um major ordenou que eles se retirassem, anotou seus nomes e deu ordem para que fossem retirados; os aviadores Tuskegee se recusaram, o que deu início ao Motim de Freeman Field.
Como um dos resultados deste episódio, em 1 de julho de 1945, o Cel. Robert Sealway foi retirado do comando, sendo substituído pelo Cel. Benjamin Davis. Ocorreu então uma completa mudança, com todos os cargos mais importantes passando a ser ocupados por afro-americanos.
A guerra terminaria antes que o 447º grupo tivesse a chance de entrar em combate. O 618º Esquadrão de Bombardeiros foi desfeito em  de outubro de 1945. Em 13 de março de 1946, os dois esquadrões deram suporte ao 602º Esquadrão de Engenharia (posteriormente renomeado como 602º Esquadrão de Engenharia Aérea). O 617º Esquadrão de Bombardeio e o 99º Esquadrão de Caça foram desfeitos, em 1 de julho de 1947, o que terminou definitivamente com o 477º Grupo Composto. Este seria reorganizado como o 332º grupo Expedicionário Aéreo.

## Realizações em combate

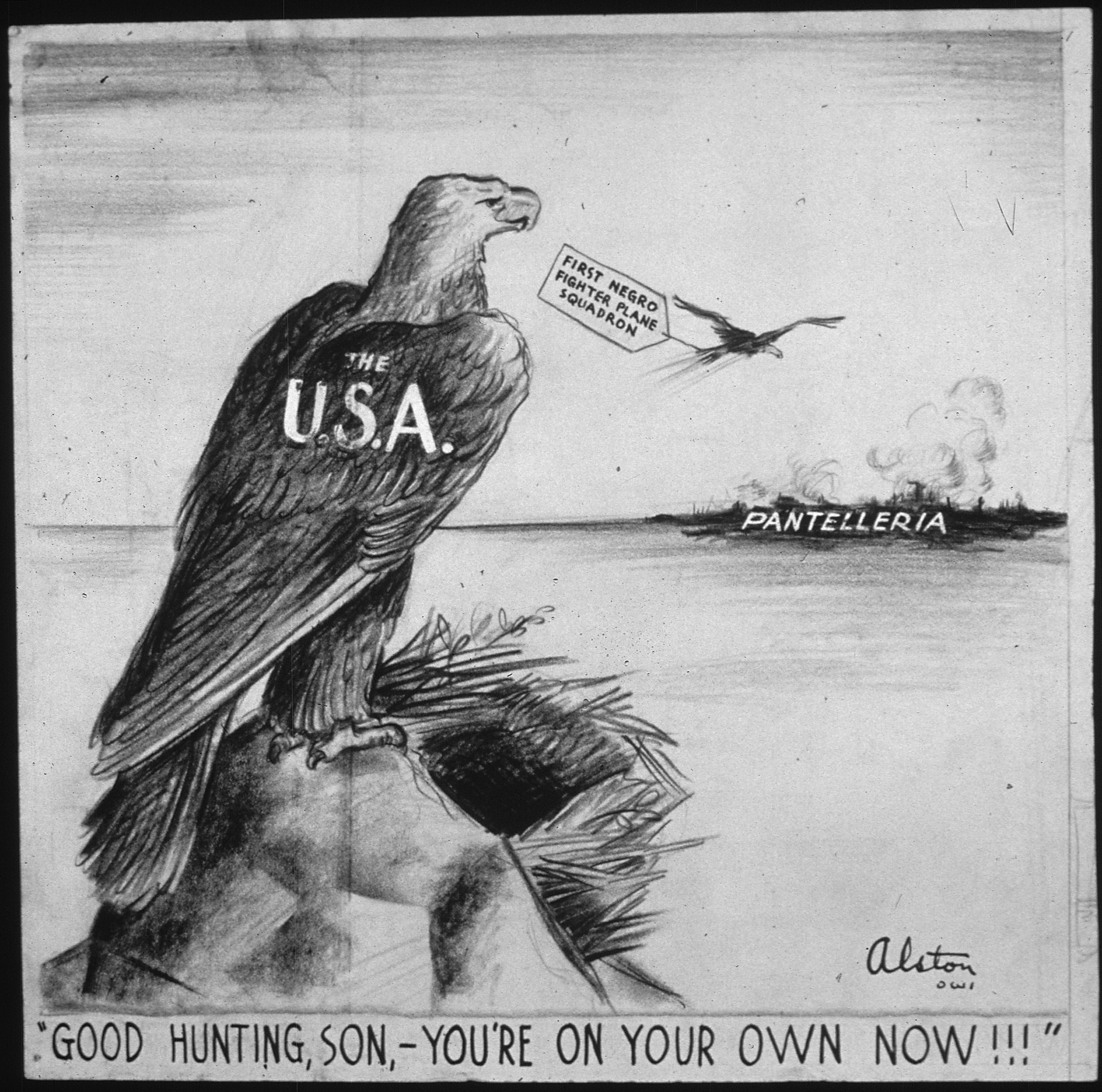
Pôster dos Tuskegee Airmen

Ao todo, 992 pilotos foram treinados em Tuskegee, de 1941 até 1946. 355 foram disponibilizados para a realização de missões além-mar e 84 terminaram mortos. Destes, 68 pilotos foram mortos em ação ou em acidentes, 12 morreram em treinamento e missões fora de combate e outros 32 foram capturados como prisioneiros de guerra.
Aos Tuskegee Airmen foram creditadas grandes realizações, como:
- mais de 8.000 missões de combate[72]
- 179 missões de escolta de bombardeiros,[70] sendo que bombardeiros foram perdidos em apenas sete missões, um índice muito baixo quando comparado com outras missões, nas quais eles não atuaram.[73]
- 112 aviões inimigos destruídos no ar, outros 150 no solo e 148 danificados. Estes incluem três caças alemães Me-262 jet fighters abatidos.
- 950 veículos militares, incluindo trens, caminhões e outros veículos motorizados destruídos (mais de 600 trens)
- Um navio posto fora de ação. Tratava-se de um destroyer (de nome Giuseppe Missori) da Marinha Italiana, que havia sido capturado pelos alemães e reclassificado como torpedeiro TA22. Ele foi atacado em 25 de junho de 1944 e severamente danificado, nunca sendo reparado. Devido às avarias, foi retirado do serviço em 8 de novembro de 1944 e finalmente afundado, em 5 de fevereiro de 1945.[74][75]
- 40 barcos destruídos.

Prêmios e condecorações incluem:
- Três citações honrosas por distinção
- Uma Estrela de Prata
- 96 Cruzes Por Distinção em Combate Aéreo (o número de aviadores premiados era de 95, mas o capitão William Campbell foi agraciado duas vezes).[76][77]
- 14 Estrelas de Bronze;
- 744 Medalhas do Ar;
- 8 Corações Púrpuros[70][78]

### Controvérsia

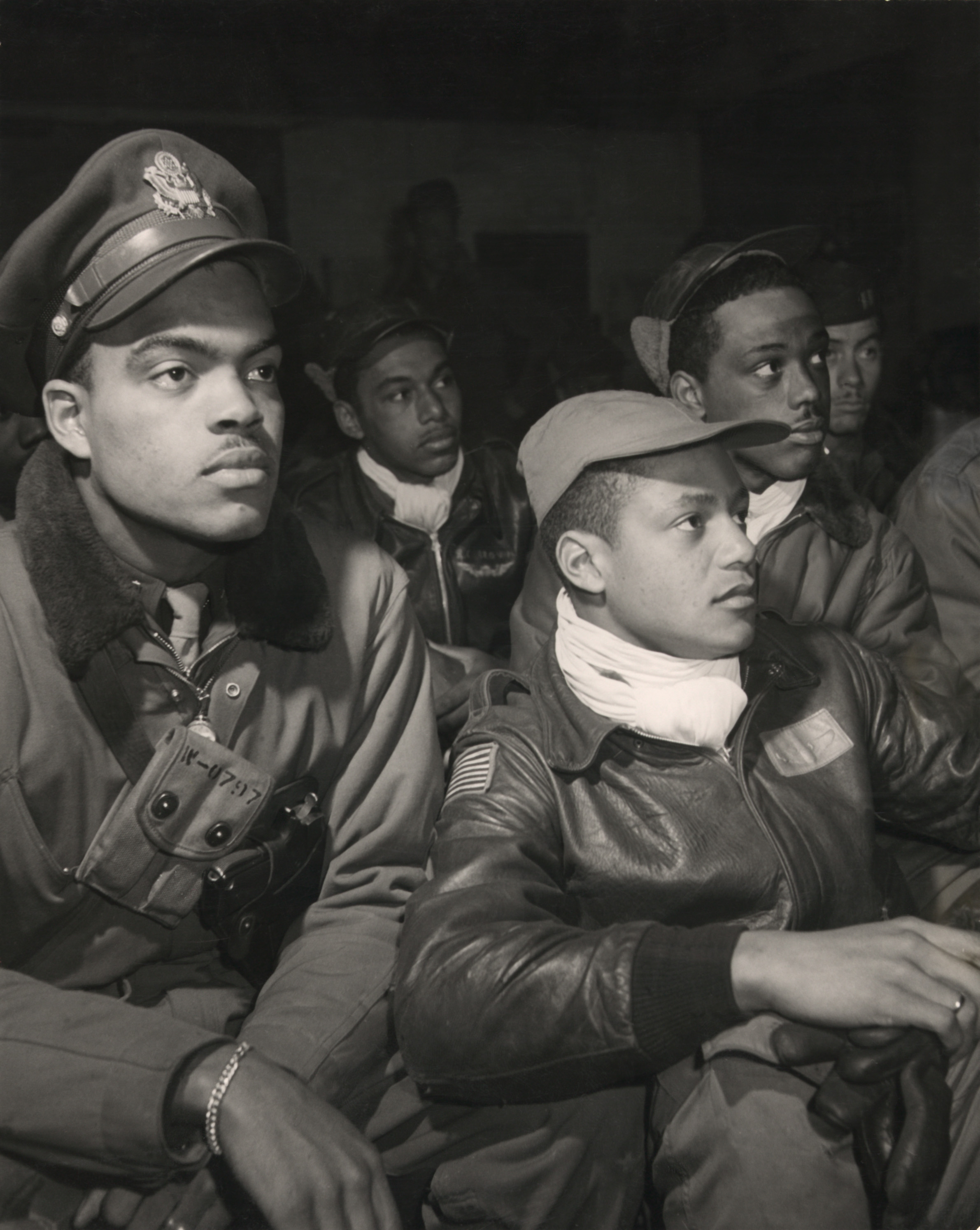
Homens do 332o Grupo de Caça atentos a explicações de um instrutor, na Itália, em 1945

Em 24 de março de 1945, durante a guerra, o Chicago Defender afirmou que nenhum bombardeiro sob escolta dos Tuskegee havia sido perdido sob fogo inimigo até aquele momento. O artigo foi baseado em informações cedidas pela 15ª Força Aérea.
Tal afirmação foi repetida por muitos anos e nunca confrontada publicamente. Em 2004, contudo, William Holton, que serviu como historiador dos aviadores Tuskegee, conduziu uma pesquisa sobre as ações em tempo de guerra, na qual questionava esta afirmação.
Contudo, Alan Gropman, um professor universitário, afirmou que pesquisou mais de 200 relatórios de missões dos pilotos Tuskegee e não encontrou informações sobre a perda de nenhum bombardeiro sob fogo inimigo. Daniel Haulman, da Agência de Pesquisa Histórica da Força Aérea, conduziu um estudo e concluiu que 25 bombardeiros haviam sido perdidos sob fogo inimigo, mesmo escoltados pelos Tuskegee Airmen.
Em um artigo posterior, "The Tuskegee Airmen and the Never Lost a Bomber Myth," publicado no Alabama Review e também pelo New South Books, em 2013, o assunto foi abordado de modo mais aprofundado e se falou de uma noção errada a respeito dos aviadores Tuskegee. Haulman documentou 27 bombardeiros atingidos por fogo de aviões inimigos enquanto eram escoltados pelo 332º Grupo de Caças. Deste total, 15 eram aviões B-17 do 483º Grupo de Bombardeiros abatidos durante uma batalha aérea particularmente selvagem, com cerca de 300 aviões alemães, em 18 de julho de 1944. Neste combate, nove pilotos do 332º conseguiram derrubar aviões inimigos, de modo que cinco deles conseguiram a medalha Cruz Por Distinção em Voo.
Nas 179 missões de escolta de bombardeiros, o 332º Grupo de Caças voou pela 15ª Força Aérea. Em 35 destas missões, o grupo encontrou aeronaves hostis e perderam bombardeiros atingidos por caças inimigos em apenas sete, e o número total de bombardeiros perdidos chegou a 27. Por comparação, o número total de bombardeiros perdidos que eram escoltados por outros aviões P-51, no mesmo período, ascendeu a 46.

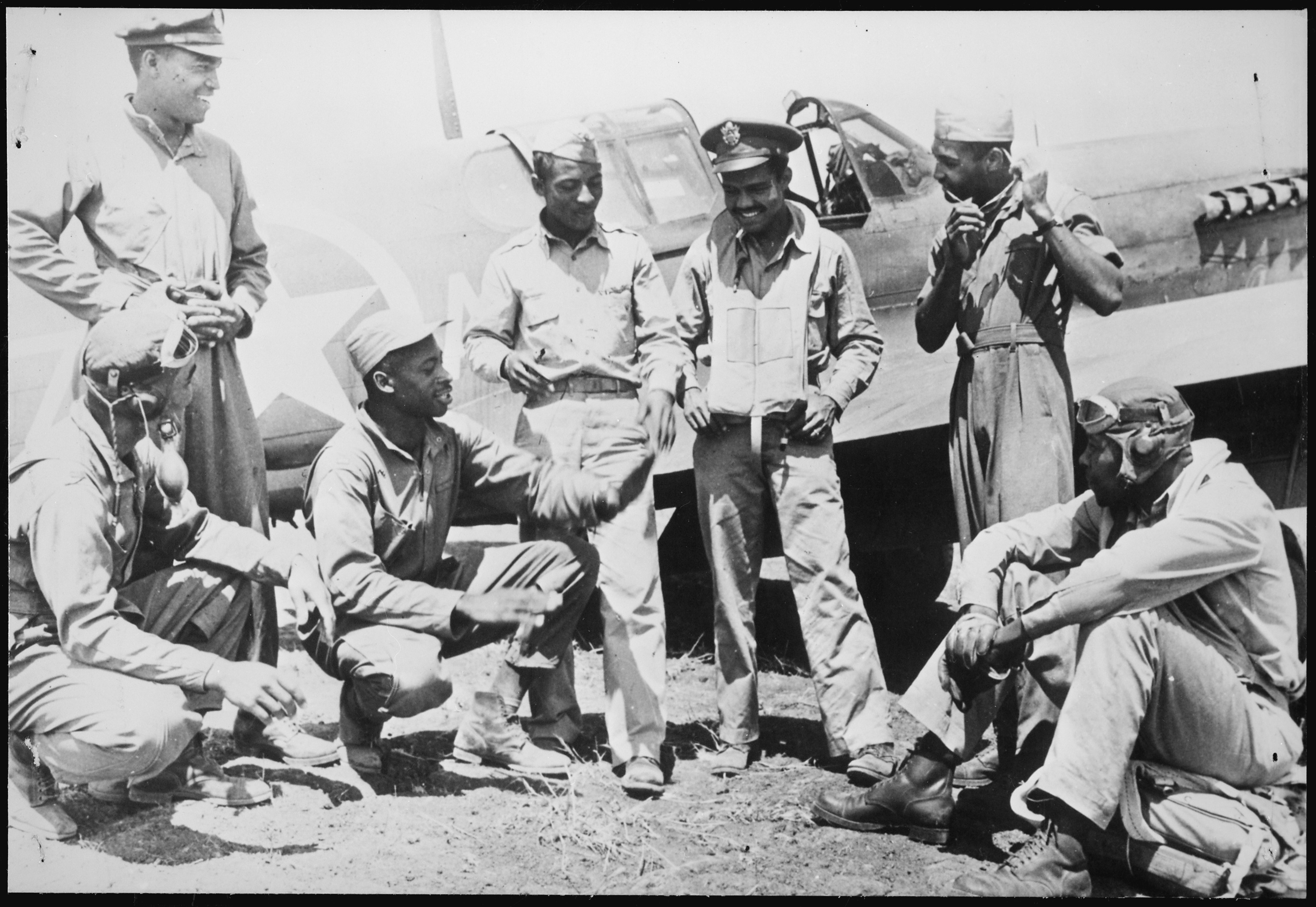
Tuskegee Airmen em uma base estadunidense após uma missão no Mediterrâneo

Um exemplo do número de perdas do grupo de caças dos Tuskegee existe em diversos documentos históricos. Em 26 de julho de 1944, um piloto Tuskegee, durante uma missão, teria reportado que vira o caça de um companheiro ser atingido, passar a espiralar em direção ao solo e desaparecer entre nuvens baixas, sem que nenhum paraquedas fosse visto. Um piloto, Cel. Hector Drew, agraciado com a medalha The Distinguished Flying Cross, notou que a despeito do grande número de inimigos abatidos, as formações de bombardeiros sofreram apenas umas poucas baixas. William Holloman reportou ao Times que realmente alguns poucos bombardeiros haviam sido perdidos. Holloman era um membro dos Tuskegee Airmen Inc., um grupo de pilotos Tuskegee sobreviventes e que posteriormente haviam conseguido estudar na Universidade de Washington. Contudo, por um período de seis meses, entre setembro de 1944 e março de 1945, nenhum bombardeiro sob escolta dos Tuskegee foi perdido.

## Pós-guerra

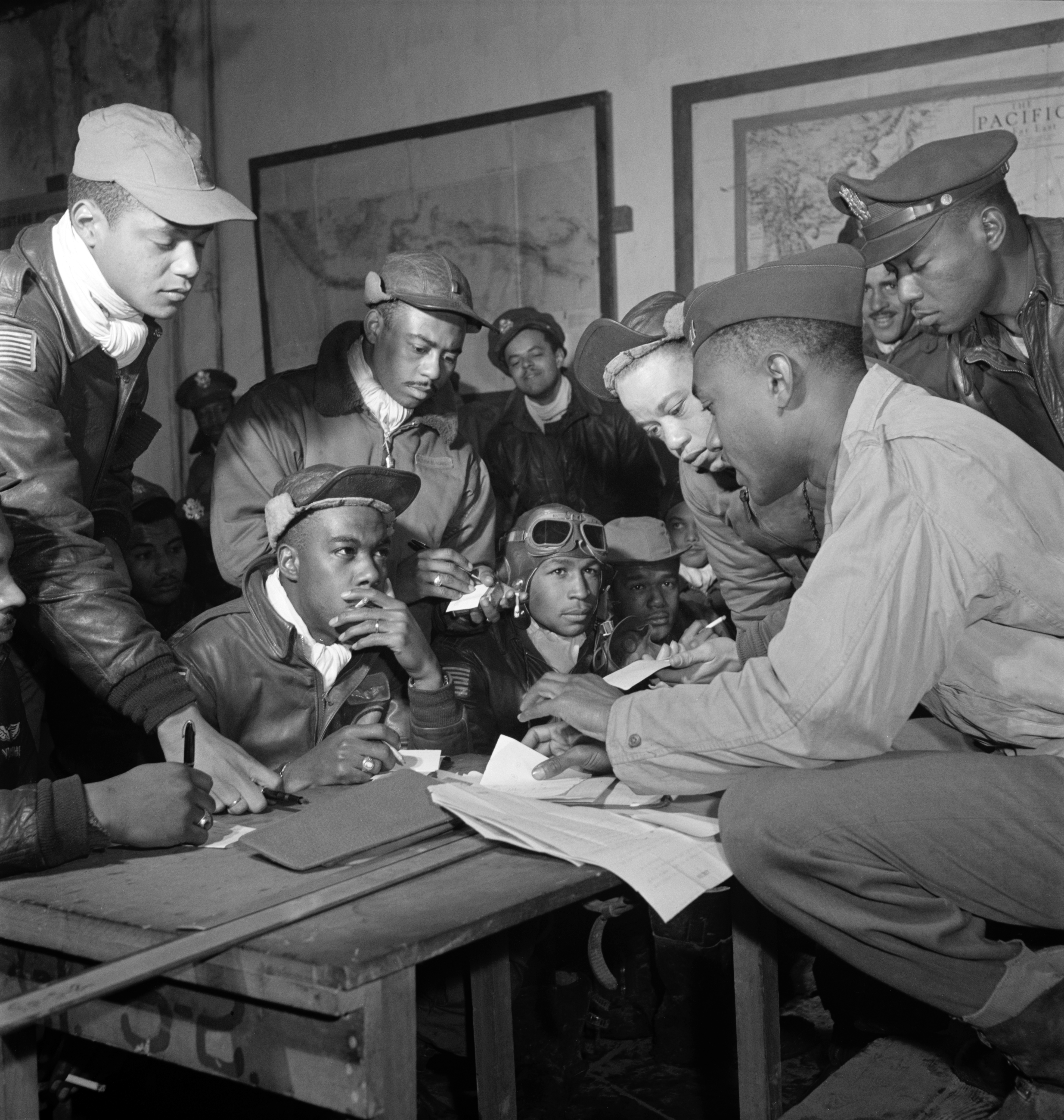
Vários Tuskegee Airmen em Ramitelli, Itália, março de 1945

Apesar de alguns pilotos Tuskegee terem sido abatidos em combate, eles figuravam entre alguns dos melhores pilotos da Força Aérea dos Estados Unidos, devido à combinação de experiência pré-guerra e reflexos rápidos. 
Contudo, os Tuskegee Airmen tiveram de continuar a combater o racismo que insistia em importuná-los, dentro e fora do universo militar. Em 1949, o 332º participou da competição anual Encontro Continental de Artilheiros, em Las Vegas, Nevada. A competição incluiu tiros a alvos aéreos, tiros em alvos no solo e lançamento de bombas sobre alvos. Utilizando aviões Republic P-47 (construídos para missões de escolta de longa duração, por ocasião dos combates no Pacífico durante a Segunda Guerra Mundial), o 332º Grupo de Caças conseguiu o primeiro lugar na classe de luta convencional. Os pilotos foram o Cap. Alva Temple, e os tenentes Harry Stewart, James Harvey III e Herbert Alexander. Eles receberam congratulações do governador de Ohio e de comandantes da Força Aérea através de todo o país.
Após o término da segregação oficial entre militares, em 1948, pelo presidente Harry Truman, os veteranos Tuskegee Airmen passaram a ter mais facilidade para atingir postos de comando na Força Aérea dos Estados Unidos. Alguns passaram a atuar como instrutores em escolas de aviação civil, como a Columbia Air Center, em Maryland, voltada exclusivamente para negros. Em 11 de maio de 1949, foi publicada uma diretiva que determinava a aceitação de negros em escolas aéreas antes voltadas exclusivamente para brancos.
Os Tuskegee Airmen foram de grande importância, no período pós-guerra, para fins de propaganda. Edward Gibbs foi um instrutor civil durante este período. Ele, mais tarde, se tornou o fundador do Negro Airmen International, uma instituição que congregou muitos combatentes negros. O Gen. Daniel "Chappie" James Jr. (então tenente), da USAF, foi um instrutor do 99º Esquadrão de Caça, mais tarde um piloto de caça na Europa. Em 1975, ele se tornou o primeiro afro-americano a atingir o posto de general de quatro-estrelas. O comandante do 99º Esquadrão no pós-guerra, Marion Rodgers, trabalharia anos depois para o NORAD e como criador de um programa para o Projeto Apollo, que levaria o homem à Lua.
Em 2005, sete Tuskegee Airmen, incluindo o Tentente-Coronel Herbert Carter, o Cel. Charles McGee, o historiador Ted Johnson e o Tenente-Coronel Lee Archer, voaram até o Iraque, a fim de se encontrarem com militares do atual 332º (reativado como 332º Grupo Aéreo Expedicionário).
Willie Rogers, o último membro sobrevivente dos Tuskegee originais, morreu aos 101 anos de idade, em 18 de novembro de 2016, na Flórida, após uma hemorragia cerebral Membros sobreviventes dos Tuskegee Airmen anualmente participam da Tuskegee Airmen Convention, que é organizada pela Tuskegee Airmen, Inc. Em 2007, o presidente George W. Bush premiou os aviadores Tuskegee com a Medalha dourada do Congresso.
O Capt. Lawrence E. Dickson, então com 24 anos, tinha participado de missões de escolta, pilotando um -51 Mustang, de[28 de maio de 1944 a 28 de maio de 1945, sendo agraciado com a Cruz por Distinção Aérea por bravura em combate, em 23 de dezembro de 1944, em sua 68ª missão. Em 27 de julho de 2018, seus restos mortais, que haviam sido levados da Áustria para os Estados Unidos, foram positivamente confirmados por sua filha – particularmente por causa de um anel, que trazia uma inscrição com o nome de sua mãe e datado de 1943. A esposa de Dickson, Phyllis, morrera em 28 de dezembro de 2017. Os corpos de 26 outros aviadores Tuskegee que desapareceram durante a Segunda Guerra Mundial nunca foram sepultados.

## Legado e honrarias
[[File:Tuskegee Airmen + US Congressional Gold Medals, 2007March29.jpg|thumb|right|A Congressional Gold Medal foi coletivamente concedida a aproximadamente 300 antigos aviadores Tuskegee  ou a suas viúvas, no U.S. Capitol rotunda, em Washington, D.C., pelo então presidente George W. Bush, em 29 de março de 2007

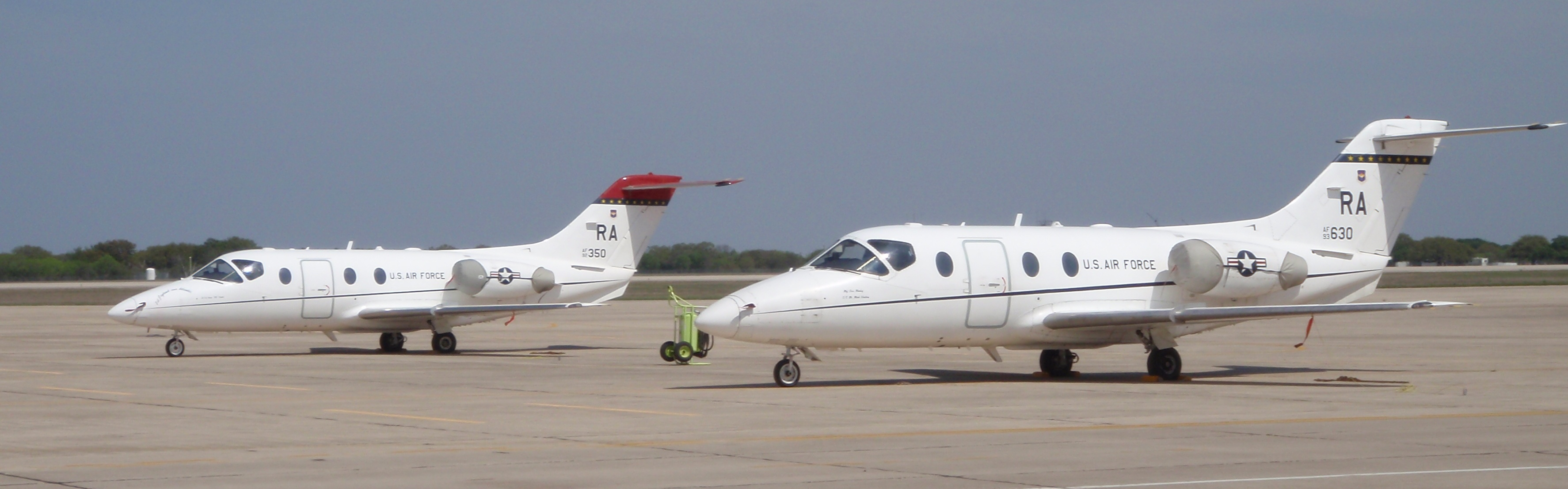
Red Tails continuam em voo, na 99º Flying Training Squadron, na Randolph Air Force Base em honra aos Tuskegee Airmen

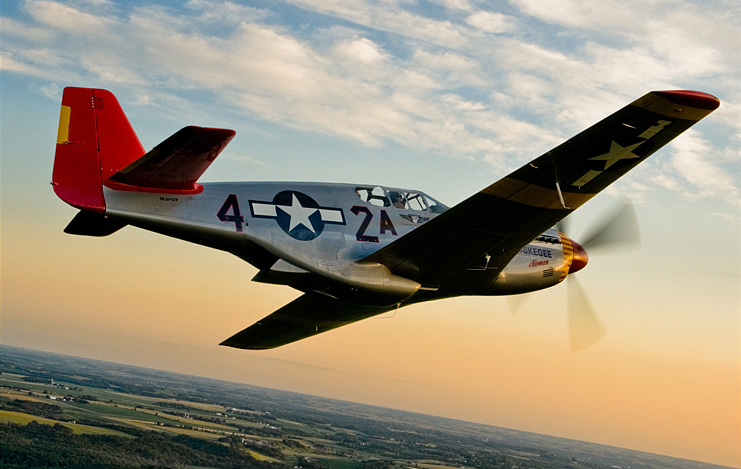
Pintura mostra um restaurado P-51 Mustang associado com o Tuskegee Airmen, agora em uso pelo Red Tail Project, conforme descrito no Red Tail Reborn

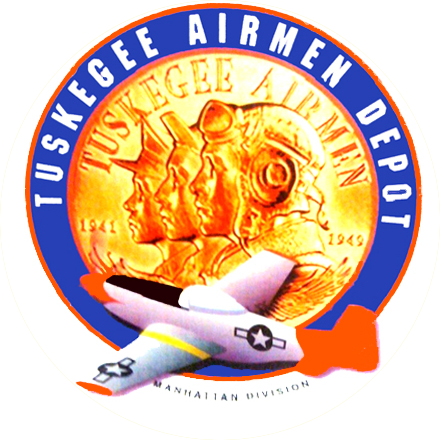
O cartaz do Tuskegee Airmen Depot redesenhado

Em 29 de março de 2007, os Tuskegee Airmen foram coletivamente premiados com a Medalha de Ouro do Congresso, em uma cerimônia no Capitólio. A medalha se encontra atualmente à mostra no Smithsonian Institution. O campo aéreo onde osTuskegee Airmen treinaram é atualmente o Tuskegee Airmen National Historic Site. Thurgood Marshall, que fora o primeiro negro a fazer parte da Suprema Corte dos Estados Unidos, afirmara que fora grandemente inspirado, ao longo de sua vida, pelos Tuskegee Airmen. Da mesma forma, Guion Bluford, o primeiro astronauta negro a participar de um voo espacial, afirmou que sua maior fonte de inspiração fora justamente as realizações dos Tuskegee Airmen. Ele ainda afirmou que suas realizações como astronauta eram um tributo aos aviadores negros.
O 447º Grupo de Bombardeiros foi formado em 1944, para estender o chamado "Tuskegee experiment", permitindo que outros aviadores negros atuassem como tripulantes de bombardeiros. O objetivo era enviar pilotos – muitos deles, veteranos dos Tuskegee originais – para treinar em bombardeiros B-25. Enquanto isso, em Indiana, alguns dos oficiais afro-americanos foram presos e acusados de incitação a motim após entrarem em um clube apenas para oficiais brancos. Marshall, na época um jovem advogado, representou os 100 oficiais negros que haviam sido detidos como resultado do confronto. Os homens foram soltos (apesar que, posteriormente, um deles foi condenado a pagamento de multa por conduta violenta).
Outros membros dos Tuskegee Airmen deram contribuições no âmbito do mundo dos negócios. Eugene Winslow fundou a Afro-Am Publishing, em Chicago, Illinois, uma editora que publicou o livro Great Negroes Past and Present, em 1963. Daniel "Chappie" James começou sua carreira no início da década de 1940, nos Tuskegee. Após o término da guerra, James permaneceu na Força Aérea e participou de missões tanto na Coreia quanto no Vietnã. Em 1969, James esteve no comando de uma base aérea em Trípoli, na Líbia.
James foi um dos três Tuskegee que se tornaram generais. Pela manutenção da base americana na Líbia, mesmo diante das tropas de Muammar al-Gaddafi, James foi elevado ao posto de brigadeiro general pelo presidente Richard Nixon. Anteriormente, James havia comandado o 332º Grupo de Caça e foi o primeiro negro a se tornar general na Força Aérea dos Estados Unidos. Outro aviador Tuskegee, Lucius Theus, se retirou do serviço militar como major general após dedicar 36 anos na Força Aérea e serviços militares burocráticos. Em 2006, o congressista da Califórnia Adam Schiff e o congressista do Missouri William Lacy Clay, Jr., levaram adiante a iniciativa de criar um selo comemorativo para honrar os Tuskegee Airmen. O astronauta estadunidense Robert Curbeam levou ao espaço, a bordo do ônibus espacial Discovery, missão STS-116, uma flâmula que homenageava os Tuskegee Airmen. A flâmula foi fixada no interior da Estação Espacial Internacional, lá sendo mantida por anos
O 99º Esquadrão Aéreo de Treinamento, voando a bordo de aviões Raytheon T-1 Jayhawk, em honra aos Tuskegee Airmen, pintaram as caudas de suas aeronaves de vermelho. Em 1 de agosto de 2008, a rodovia Camp Creek Parkway, no estado da Geórgia, foi oficialmente rebatizada em honra aos Tuskegee Airmen. Trata-se de uma auto-estrada que serve como a principal artéria para o Aeroporto Internacional Hartsfield-Jackson.
O Heinz History Center, em Pittsburgh, criou o prêmio Western Pennsylvania, para os veteranos Tuskegee.
Em 9 de dezembro de 2008, os Tuskegee Airmen foram convidados para a posse de Barack Obama em 2009. Barak Obama foi o primeiro afro-americano a ser eleito presidente dos Estados Unidos. O Tenente William Broadwater, de 82 anos, de  Upper Marlboro, Maryland, em um discurso, afirmou que, finalmente, com a eleição da um afro-americano para a presidência de seu país, sua missão havia sido realmente completada. Mais de 180 antigos aviadores Tuskegee se fizeram presentes na posse de Barack Obama como presidente. Em julho de 2009, uma jovem de apenas 15 anos de idade, de nome Kimberly Anyadike, se tornou a mais jovem mulher afro-americana a pilotar um avião em um voo através dos Estados Unidos, cobrindo uma distância transcontinental, de costa a costa. Ao ser condecorada pelo então governador da Califórnia, Arnold Schwarzenegger, ela citou os Tuskegee Airmen como sendo uma de suas principais inspirações. Na ocasião, ela foi acompanhada por um veterano aviador Tuskegee, Levi Tornhill, então com 87 anos de idade. O Tuskegee Airmen Memorial foi erigido no aeroporto Lowcountry Regional Airport, na Carolina do Sul, em honra aos Tuskegee Airmen, seus instrutores e o pessoal de suporte terrestre, que treinou no Walterboro Army Airfield, durante a Segunda Guerra Mundial. Em 2010, a cidade de West Covina, na Califórnia, homenageou os aviadores Tuskegee com uma flotilha batizada como "Tuskegee Airmen — A Cut Above", que apresentou uma grande águia-careca, duas réplicas de aviões usados pelos Tuskegee e imagens históricas de alguns pilotos que serviram naquela unidade.
Em junho de 1998, foi inaugurado, em Ohio, um museu em homenagem aos Tuskegee Airmen, chamado "Red Tail Dining Facility". Este é mantido pela Rickenbacker ANG, baseada em Columbus, Ohio. Em 2008, os Tuskegee Airmen foram incluídos no International Air & Space Hall of Fame, em San Diego.
Em janeiro de 2012, o MTA Regional Bus Operations foi oficialmente renomeado, na 100th Street, em Nova Iorque, como Tuskegee Airmen Depot. Ainda em 2012, George Lucas produziu Red Tails, um filme baseado na experiência dos Tuskegee Airmen.

## Representações artísticas dos Tuskegee Airmen
- Red Tails Escorting the B17s, uma aquarela produzida por Kay Smith, encontra-se na coleção da livraria Pritzker Military Library.[115] Trata-se de um mural descrevendo os Tuskegee Airmen e sua contribuição, em Filadélfia, Pensilvânia.[116]

## Na cultura popular
- Wings for This Man (1945), uma curta propaganda sobre os Tuskegee Airmen foi produzida pelas Forças Armadas dos Estados Unidos. O filme foi narrado por Ronald Reagan.[117]
- "Graveyard", um episódio da série Twelve O'Clock High (1966), estrelando Ossie Davis, Jon Voight e Lloyd Haynes.[118]
- The Tuskegee Airmen (1995), (lançado no Brasil com o nome Prova de Fogo), um filme estrelado por Laurence Fishburne, foi produzido e levado ao ar pela HBO.[119]
- "The Tuskegee Airmen", um episódio da série Dogfights, foi originalmente levado ao ar pelo canal History Channel, em 6 de dezembro de 2007.
- Os Tuskegee Airmen (1997) foram representados na série G.I. Joe[120]
- The Wild Blue: The Men and Boys who Flew the B-24s over Germany (2001), um livro de Stephen Ambrose, descreve os Tuskegee Airmen em um tributo por seus esforços.[121]
- Silver Wings & Civil Rights: The Fight to Fly (2004) é um documentário que foi o primeiro a apresentar informações sobre o "Motim de Freeman Field", quando 101 oficiais afro-americanos foram detidos por entrarem em um clube para pessoas brancas.[122][123]
- Red Tail Reborn é um filme documentário sobre a restauração de um avião que foi utilizado pelos Tuskegee Airmen e é um memorial desde então.
- Red Tails é um filme a respeito dos Tuskegee Airmen que foi produzido pela Lucasfilm e lançado em janeiro de 2012. O filme foi produzido por John Ridley e Aaron McGruder, e dirigido por Anthony Hemingway.
- Night at the Museum: Battle of the Smithsonian (de 2009; lançado no Brasil sob o título Uma Noite no Museu e em Portugal como À Noite, no Museu) é um filme que apresenta os Tuskegee Airmen. Um dos Airmen, interpretado por Keith Powell, anuncia, com voz estentórea: "Os Tuskegee Airmen estão em marcha novamente!". Outro Tuskegee Airmen (interpretado por Craig Robinson) diz a Amelia Earhart (Amy Adams), "Várias pessoas achavam que nós não poderíamos voar...; Obrigado por abrir o caminho a nós";[124]
- Black Angels Over Tuskegee (2015), um documentário sobre os Tuskegee Airmen, escrito e dirigido por Layon Gray.

## Imagens

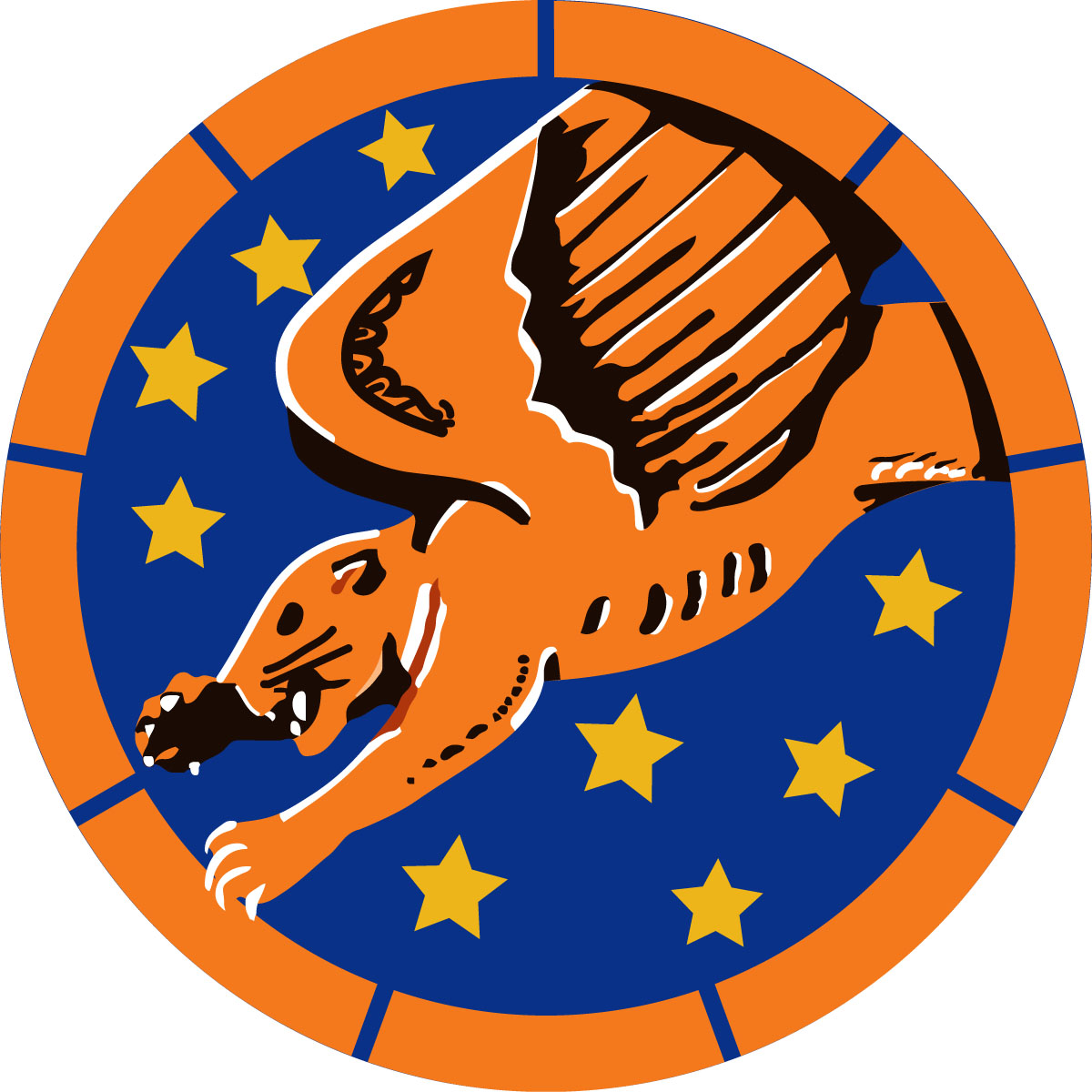
Remendo do 99º Esquadrão de Caça
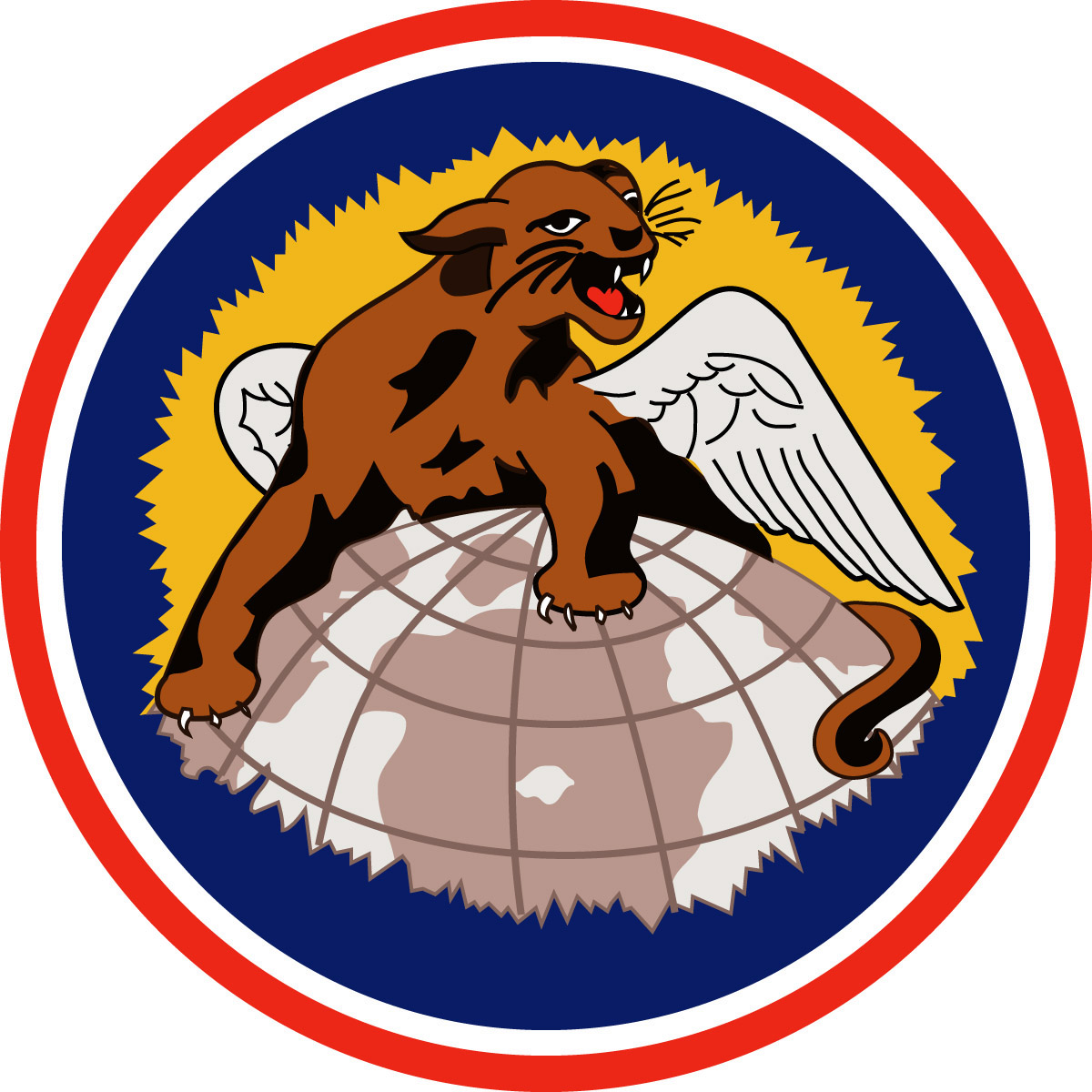
Remendo do 100º Esquadrão de Caça
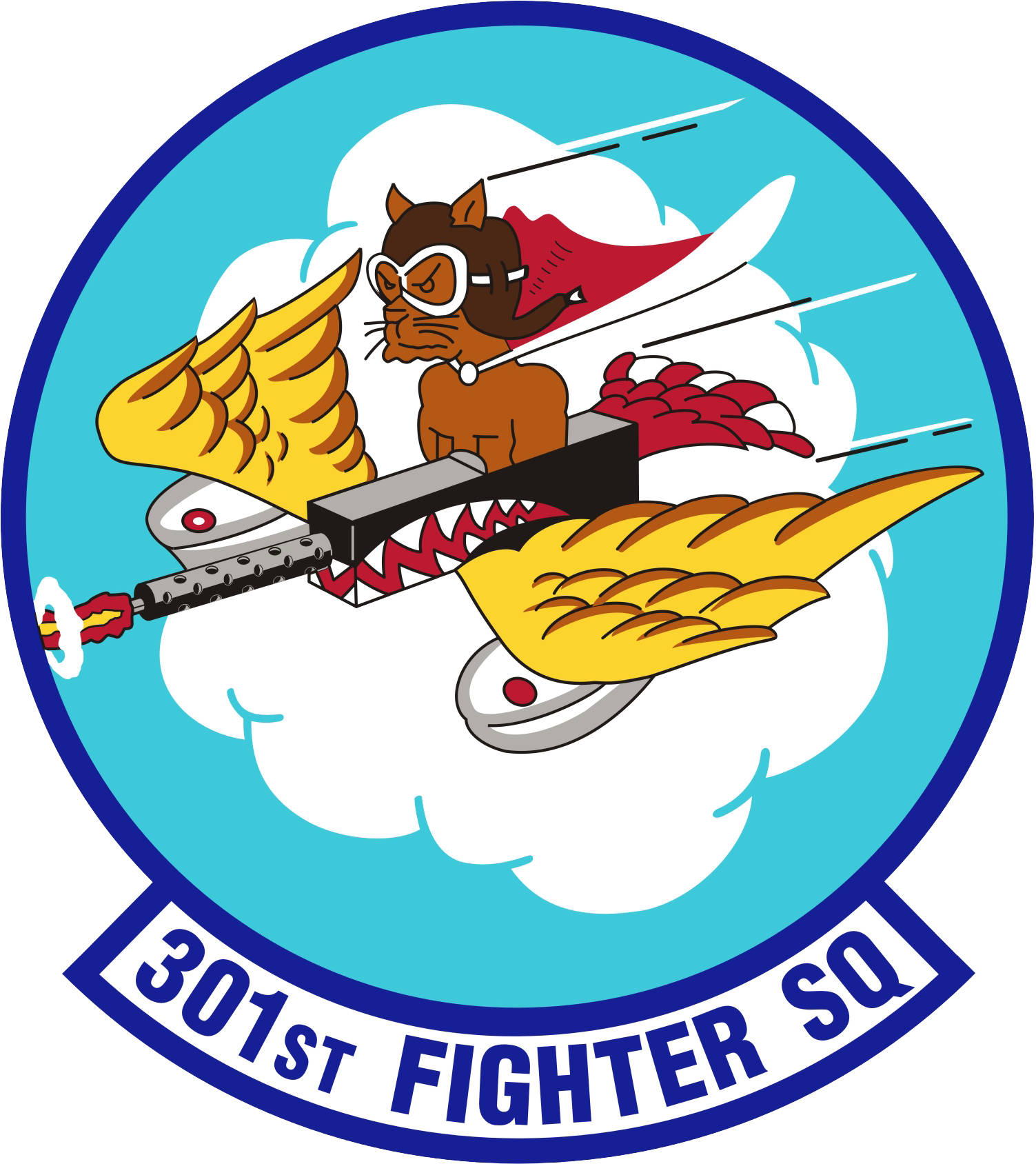
Remendo do 301º Esquadrão de Caça
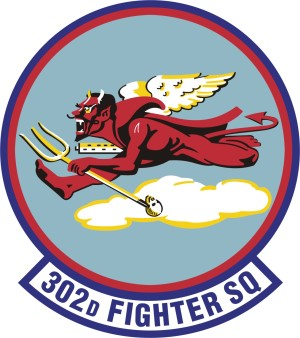
Remendo do 302º Esquadrão de Caça